# For Crying Out Loud
For Crying Out Loud è il sesto album in studio del gruppo musicale britannico Kasabian, pubblicato il 5 maggio 2017 dalla Columbia Records.

## Tracce
1. Ill Ray (The King) – 3:39
2. You're in Love with a Psycho – 3:35
3. Twentyfourseven – 3:01
4. Good Fight – 3:50
5. Wasted – 4:07
6. Comeback Kid – 4:19
7. The Party Never Ends – 3:52
8. Are You Looking for Action? – 8:22
9. All Through the Night – 3:31
10. Sixteen Blocks – 4:19
11. Bless This Acid House – 3:44
12. Put Your Life on It – 4:35

CD bonus nell'edizione deluxe
1. Underdog (Live at King Power Stadium) – 6:08
2. bumblebeee (Live at King Power Stadium) – 4:33
3. Shoot the Runner (Live at King Power Stadium) – 3:50
4. eez-eh (Live at King Power Stadium) – 3:47
5. Fast Fuse (Live at King Power Stadium) – 4:18
6. Days Are Forgotten (Live at King Power Stadium) – 4:56
7. I.D. (Live at King Power Stadium) – 5:55
8. British Legion (Live at King Power Stadium) – 3:24
9. Doberman/Take Aim (Live at King Power Stadium) – 0:55
10. Put Your Life on It (Live at King Power Stadium) – 4:39
11. Stuntman (Live at King Power Stadium) – 5:47
12. L.S.F. (Live at King Power Stadium) – 7:03
13. stevie (Live at King Power Stadium) – 6:08
14. Vlad the Impaler (Live at King Power Stadium) – 5:56
15. Fire (Live at King Power Stadium) – 4:29

## Formazione
Kasabian
- Tom Meighan – voce
- Sergio Pizzorno – voce, chitarra, basso, pianoforte, sintetizzatore, programmazione
- Chris Edwards – basso, cori
- Ian Matthews – batteria, percussioni

Altri musicisti
- Tim Carter – chitarra, organo, percussioni, programmazione
- Ben Kealey – pianoforte in Ill Ray (The King) e Wasted, organo in All Through the Night
- Gary Alesbrook – tromba in Comeback Kid
- Trevor Mires – trombone in Comeback Kid
- Andrew Kinsman – sassofono in Are You Looking for Action?
- Fay Lovsky – cori in The Party Never Ends e Are You Looking for Action?, sega in All Through the Night
- Dirty Pretty Strings – strumenti ad arco in The Party Never Ends
- Ennio Pizzorno – sintetizzatore in Sixteen Blocks
- Lucio Pizzorno – sintetizzatore in Sixteen Blocks

## Classifiche

### Classifiche settimanali
| Classifica (2017-20) | Posizione massima |
| -------------------- | ----------------- |
| Australia            | 21                |
| Austria              | 20                |
| Belgio (Fiandre)     | 22                |
| Belgio (Vallonia)    | 14                |
| Francia              | 60                |
| Germania             | 27                |
| Irlanda              | 2                 |
| Italia               | 7                 |
| Paesi Bassi          | 35                |
| Portogallo           | 29                |
| Regno Unito          | 1                 |
| Spagna               | 70                |
| Svizzera             | 12                |

### Classifiche di fine anno
| Classifica (2017) | Posizione |
| ----------------- | --------- |
| Regno Unito       | 40        |